# 卷舌增二
英仙座55，又名BD+33 853，HD 27777、SAO 57212、HR 1377，是英仙座的一颗恒星，视星等为5.73，位于銀經165.38，銀緯-10.65，其B1900.0坐标为赤經4h 17m 59.7s，赤緯+33° -10.65′ 57″。